# Maisons-Alfort-Les Juilliottes
Maisons-Alfort-Les Juilliottes è una stazione della metropolitana di Parigi sulla linea 8, sita nel comune di Maisons-Alfort.

## La stazione
Essa ha accesso da avenue du général Leclerc, all'altezza del quartiere Juilliottes.

## Interconnessioni
- Bus RATP - 104, 217